# Neštětická hora
Neštětická hora je 534 m vysoký zalesněný vrch v katastrálním území Neštětice města Neveklov v okrese Benešov, mezi vesnicemi Chvojínek, Neštětice a Černíkovice, asi čtyři kilometry severovýchodně od centra města Neveklov. Na vrcholu stojí rozhledna s částečným výhledem. Jde o nejvyšší vrch na Neveklovsku a v této části Posázaví.

## Historie
Roku 1627 vypuklo povstání sedláků z okolí, kteří se bouřili proti útlaku svého pána Pavla Michny z Vacínova. V boji mělo převahu panské vojsko; sedláci se proto uchýlili na Neštětickou horu, kde však byli v tzv. bitvě na Neštětické hoře nakonec poraženi.
Na připomínku této události se obyvatelé Neveklova počátkem 20. století rozhodli vybudovat na vrcholu rozhlednu. Betonová stavba byla slavnostně uvedena do provozu za účasti asi 20 tisíc osob 18. srpna 1927.

## Popis rozhledny

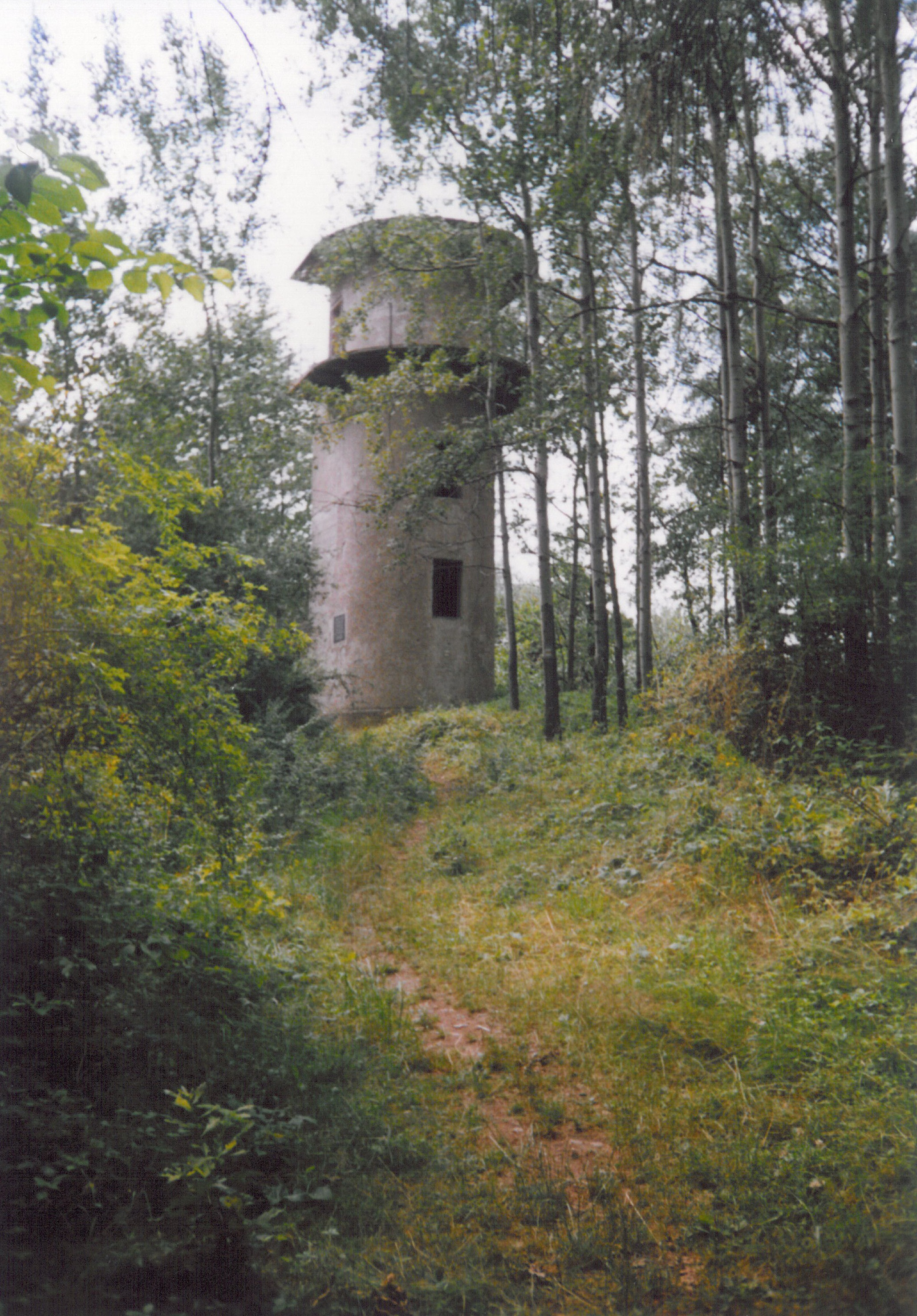
Rozhledna na Neštětické hoře

Rozhledna má čtyřpodlažní železobetonovou nosnou konstrukci v podstatě na čtvercovém základu s přizděným půlkruhovým závěrem na východní straně, ve kterém je na každé podlaží dvouramenné schodiště vždy s úzkým oknem na mezipodestě. Ve výšce 12 metrů je na západní straně malá nekrytá terasa, na kterou navazuje vyhlídkový ochoz. Ten měl původně parapetní zídku vyzděnou mezi ocelové sloupky. Zídka byla zřejmě postupně sházena dolů a nyní je mezi ocelové sloupky nataženo drátěné pletivo. Celkovou výšku 16 metrů ukončuje železobetonový strop vytažený do elegantní tenké markýzy nad vyhlídkovým ochozem.
Z rozhledny je však kvůli vzrostlým stromům otevřený výhled pouze směrem na Posázaví přibližně od Jílového k Týnci nad Sázavou. Na terénu jsou patrné zbytky půlkruhového nástupu k rozhledně s několika vyrovnávacími stupni na terasu před rozhlednou.
Rozhledna je volně přístupná, avšak je ve značně zchátralém stavu. Na vrchol Neštětické hory vede od Neštětic žlutá turistická značka, vrchol lze dosáhnout také po upravené cestě na kole a s jistými obtížemi i autem.